# テトリスコレクション
『テトリスコレクション』は、セガエイジス2500シリーズの一つ（Vol.28）として発売されたコンピュータゲーム。PS2用ソフトとして発売された。
新作『テトリス ニューセンチュリー』に加えて、過去作のセガ製『テトリス』及びその派生作2作が収録。この3作は、いずれも家庭用ゲーム機には初の完全移植となった。2000年に製作された『セガ テトリス』は収録されていない。

## 収録タイトル
テトリス ニューセンチュリー
後述するシステム16「テトリス」版をもとに、発売当時（2006年）のガイドラインに基づくルールを取り入れた作品。基本的には他社の『テトリスDS』や『TI』など、他のガイドラインに慣れたテトリスプレイヤーにも違和感なくプレイできるが、「T-Spin Triple が採用されていない」など、細部にいくつかの相違点がある。
また、ニューセンチュリー版では、アーケード版のゲームオーバー画面に登場するサルが、プレイ画面にも登場しており、ラインを4つ消すなどして高いスコアを出すと、上からたらいや空き缶が落ちてきてサルが傘で防御する演出が発生する。また、このような演出を繰り返すうちに、傘が壊れていき、しまいには落下物がサルに直撃する演出へと変化する。なお、このサルは「ニューセンチュリー」のマラソンモードのエンディングにも登場する。

### テトリス
システム16版
セガ製作「テトリス」の初作。日本におけるテトリスブームの火付け役となった（詳細は別項を参照）。
今回の収録版が、家庭用ゲーム機では初めての完全移植バージョンとなる（同作はこれ以前にセガサターンで発売された『テトリスS』において、BGMやグラフィックがアレンジされた上で移植された前例がある）。
ゲーム本編のほか、「アーカイブス」モードでは、スコア・ライン・レベルをカンストさせるプレイ（ボーナス得点の上積みによるスコアのカンストプレイも含む）や 「電源パターン」を利用した「全消し」のプレイなども再現できる。
システムE版
簡潔に述べると「システム16よりも廉価な基板に移植したエコノミー版」。
「アーカイブス」モードではアーケード業者への販促用に作成されたチラシや、本版を格納したコンパクトキャビ版の筐体写真などが収録されている。
メガドライブ版
テトリスのライセンスにおける諸々の事情（詳細はテトリス#ライセンスなどを参照）により、完成・生産していながら発売中止を余儀なくされた作品。
このコレクションへの収録版が、（ボーナスタイトルとしての扱いだが）約20数年ぶりに実現した初の正式発売版ということになる。
同一画面で別々のテトリミノを操作する「ダブルスモード」、3分間で強制終了となる「タイムアタックモード」も収録。
「アーカイブ」モードではメガドライブ版のパッケージで使われる予定であったジャケットや取扱説明書、北米の一部地域において、ごく短期間のみ展開されていたアーケード用ゲーム基板「MEGA PLAY」版の筐体写真が収録されている。
2019年にセガゲームスがメガドライブを復刻させたゲーム機・メガドライブ ミニに、「幻のメガドライブ版テトリス」という触れ込みで収録されている版は、システム16版をベースに完全新規で移植をした版であり、今作に収録されている物とは異なる。

### 派生作品
これらの作品群は、下記2タイトルは厳密な意味でのテトリスではなく、セガ独自のルールを取り入れている。
フラッシュポイント
システム16版
オリジナル版。「アーカイブス」モードでは業者向けチラシ写真が収録されている。
メガドライブ版
『テトリス』と同様に開発中止となった幻のタイトルを今回ボーナスタイトルとして再現・収録したもの。同一画面で別々のテトリミノを操作する「ダブルスモード」、自分で問題を作る事が出来る「エディットモード」も収録されている。
ブロクシード
システム18版
オリジナル版。
下記2つの版はボーナスとしてのシークレット（隠し）収録。
Cボード版
日本国外向けにリリースされた、メガドライブと同性能のアーケード基板向け移植であり、メッセージは英語となっている。
システム16版
当時の最新に近い基板だったシステム18よりも、ある程度普及が進んだ状態にあったシステム16への（感覚としてはエコノミー）移植版。